# Пьотър Креницин
Пьотър Кузмич Креницин (на руски: Пётр Кузьмич Креницын) е руски капитан 1-ви ранг, изследовател на Камчатка и Алеутските о-ви.

## Ранни години (1728 – 1765)
Роден е през 1728 година. През 1742 постъпва в Морския кадетски корпус, на следващата година е произведен в чин гардемарин, а през 1748 го завършва с чин мичман. През 1760 командва кораба „Юпитер“ в Колбергската военна експедиция на контраадмирал Семьон Иванович Мордвинов по северното крайбрежие на Полша.

## Експедиция Креницин – Левашов (1765 – 1770)

### Организация на експедицията
Когато на императрица Екатерина II докладват, че са открити няколко острова в Берингово море, тя заповядва на Адмиралтейството да се организира специална засекретена експедиция в този район. Официалното название на експедицията е „Експедиция за описание на горите по реките Кама и Белая“, а неофициалната ѝ задача се състои не само в описание на новооткритите американски земи, но и формалното и фактическото им закрепване за Руската империя, привеждането на местните туземци в руски поданици, урегулиране на събирането на данъци и контрол над действията на търговците, за да не се допуска нарушения на интересите на хазната. За снаряжението ѝ са отпуснати много големи за това време средства – над 100 хил. рубли, а офицерите, участващи в нея, са поставени в изключително привилегировано положение. Едновременно с назначението си се повишават в чин и получават до връщането си в Петербург двойно възнаграждение. Изборът за ръководител на експедицията пада върху капитан-лейтенант Пьотър Креницин, който веднага е повишен в чин капитан 2-ри ранг, награден е със златен часовник и през 1764 започва организирането на експедицията. На него му е разрешено да си избере сам помощник и той назначава за свой заместник приятелят си от морските сражения Михаил Дмитриевич Левашов.
По суша участниците пристигат в края на 1765 в Охотск, където построяват два нови кораба и им се предоставят още два стари. На 10 октомври 1766 флотилията напуска Охотск, но още от самото начало започват неудачите, поради противните ветрове. След редица нещастия загиват 11 души и два от корабите потъват. В резултат на това експедицията е принудена да проведе две зимувания в Камчатка и едва през лятото на 1768 на отремонтираните два кораба „Света Екатерина“ и „Свети Павел“ започва същинската си работа.

### Плаване към Алеутските о-ви
На 23 юли 1768 експедицията излиза от устието на река Камчатка на двата кораба със 137 души екипаж. На 11 август 1768 двата кораба се разделят и на 14 август Креницин открива остров Сигуам (52°20′ с. ш. 172°30′ з. д. / 52.333333° с. ш. 172.5° з. д., най-източния от Андреяновските о-ви) и остров Амухта (52°30′ с. ш. 171°15′ з. д. / 52.5° с. ш. 171.25° з. д., най-западния от Четирисопочните о-ви). На 20 август достига до протока между островите Умнак и Уналашка и на 22 август, на север от Уналашка се съединява с Левашов. На 25 август двамата заедно откриват остров Унимак (54°46′ с. ш. 164°11′ з. д. / 54.766667° с. ш. 164.183333° з. д., най-големия и най-източния от Алеутските о-ви) и Исаноцкия проток, отделящ го от п-ов Аляска. На 5 септември корабите отново се изгубват и се съединяват едва на 6 юни 1769. Креницин, заедно със своя екипаж зимува на остров Унимак при лоши условия. До средата на октомври хората строят юрти от изхвърлените от морето дървета и изкарват кораба на брега, за да не пострада от зимните бури. По време на зимуването от скорбут загива голяма част от екипажа.
На 6 юни 1769 двата кораба отново се съединяват и на 23 юни поемат обратния път към родината. От 23 до 26 юни двамата завършват откриването на о-вите Креницин (най-източните от Лисите о-ви), след което отново се разделят. На 29 юли 1769 Креницин пристига в Нижнекамчатск, а Левашов се завръща на 24 август и провеждат там следващото зимуване. В края на годината Креницин е произведен в капитан 1-ви ранг. През лятото на 1770, когато корабите са готови да отплават за Охотск, Креницин се удавя в река Камчатка на 4 юли. Капитан-лейтенант Левашов на 4 август довежда корабите до Охотск и заминава за Петербург.
Креницин и Левашов полагат началото на точното определяне на географското положение на североизточните части на Алеутските о-ви.

## Памет
Неговото име носят:
- вулкан Креницин (49°21′ с. ш. 154°42′ и. д. / 49.35° с. ш. 154.7° и. д., 1324 м) на остров Онекотан, в Курилските о-ви;
- нос Креницин (55°04′ с. ш. 163°25′ и. д. / 55.066667° с. ш. 163.416667° и. д.), най-западната точка на п-ов Аляска, на североизточния вход на Исаноцкия проток, отделящ полуострова от остров Унимак;
- нос Креницин (49°15′ с. ш. 154°43′ и. д. / 49.25° с. ш. 154.716667° и. д.), най-южната точка на остров Онекотан, в Курилските о-ви;
- о-ви Креницин (55°10′ с. ш. 165°35′ и. д. / 55.166667° с. ш. 165.583333° и. д.), група от 10 острова от Алеутските о-ви;
- проток Креницин (49°13′ с. ш. 154°35′ и. д. / 49.216667° с. ш. 154.583333° и. д.) между островите Онекотан и Харимкотан, в Курилските о-ви.